# Stars (The Cranberries)
Stars è un singolo dei Cranberries, primo e unico estratto dalla raccolta discografica Stars - The Best of 1992 - 2002, pubblicata nel 2002. Il brano è l'ultimo singolo del gruppo pubblicato prima della pausa dal 2003 al 2009.

## Descrizione
Scritta da Dolores O'Riordan e Noel Hogan, la canzone vede nuovamente Stephen Street nel ruolo di produttore (aveva già prodotto gli album multi-platino Everybody Else Is Doing It, So Why Can't We? del 1993 e No Need to Argue del 1994). È stata registrata ai Criteria Studios di Miami e, insieme a New New York, è uno dei due brani inediti inclusi in Stars - The Best of 1992 - 2002.

## Video musicale
Il videoclip di Stars è stato girato nell'ottobre 2002 e diretto da Jake Nava. Inizia con immagini di montagne, fiumi e foreste, mentre la band suona la canzone in un campo aperto. Nel corso del video si vedono i membri del gruppo in tour e mentre suonano in una foresta; altre scene riprendono Dolores O'Riordan che canta la canzone di notte su uno sfondo che mostra il cielo stellato. La clip è stata inizialmente inclusa nell'album video Stars - The Best of Videos 1992 - 2002 e successivamente in Gold - The Videos (2008).

## Tracce
Promo CD Single Europa
1. Stars – 3:33

CD Single UK 1
1. Stars – 3:33
2. Dreaming My Dreams – 3:39
3. Sunday – 3:33
4. Hollywood – 5:07

CD Single UK 2
1. Stars – 3:33
2. Dreaming My Dreams – 3:38

CD Single internazionale
1. Stars – 3:32
2. Linger – 4:36
3. Zombie – 5:08
4. Just My Imagination – 3:12

## Classifiche
| Classifica (2002) | Posizione massima |
| ----------------- | ----------------- |
| Italia            | 22                |